# 驚魂記4
《驚魂記4》（英語：Psycho IV: The Beginning）是一部1990年的美國砍杀電視電影，由密克·蓋瑞斯執導，安東尼·柏金斯、亨利·托馬斯、奧莉花·荷西、沃倫·弗羅斯特、唐娜·米謝爾和CCH·龐德主演，既是亞弗列·希治閣《驚魂記》的第三部续集，也是前傳，重點講述了諾曼·貝茨的早年生活，既讲述了《驚魂記3》之後的事件，同時也有原版電影之前發生事件的倒敘。本片是原版《驚魂記》系列的第四部也是最後一部電影，也是柏金斯在1992年去世前最後一次出現在該系列中。
這部電影由約瑟夫·史蒂法諾編劇，他曾撰寫原版電影的劇本。電影配樂由葛拉姆·李維作曲，还使用了原版電影中伯纳德·赫尔曼的主題曲。《驚魂記4》於1990年11月10日在Showtime電視網首映，作為珍妮特·利主持的《驚魂記》回顧展的一部分。

## 剧情
再度改过自新的诺曼·贝茨现在与一位名叫康妮的精神病学家结婚了，而且康妮已经怀孕了。诺曼暗自担心孩子会遗传到他的精神疾病。一天晚上，他听到电台脱口秀主持人弗兰·安布罗斯与嘉宾里士满医生（曾是诺曼的心理医生）讨论弑母的话题。诺曼用“埃德”这个化名打电话给广播节目，讲述他的故事。
诺曼的叙述伴随着一系列的闪回画面，背景是20世纪40年代和50年代，有些倒敘的顺序略显混乱。当诺曼6岁时，他的父亲去世，把他留给母亲诺尔玛照顾。多年来，诺尔玛（暗示患有精神分裂症和边缘型人格障碍）支配着她的儿子，哪怕只是犯了很小的错误也会粗暴地殴打他，让他光着身子淋雨，教導他性是有罪的，把他打扮成一个女孩。诺尔玛自己挑起了乱伦的前戏，诺曼勃起后，她就把口红涂在他脸上作为惩罚。她还强迫他蹲在水罐上像女孩一样小便。由于修建了新的州际公路，汽车旅馆的生意可能会变差，她也将她的挫折感发泄在诺曼身上。
两人心满意足地过着与世隔绝的生活，直到1949年，诺尔玛与一个名叫切特·鲁道夫的野蛮男人订婚，他喜欢公开欺负诺曼。在嫉妒心的驱使下，诺曼对切特的不断虐待感到厌烦，他给他们的冰茶下毒，杀死了他们。他先处理了切特的尸体，然后偷了他母亲的尸体并加以保存。他发展出一种人格分裂，他“变成”母亲，以压制谋杀母亲的罪恶感；每当这种人格占据上风时，就会促使他穿上母亲的衣服，戴上假发，用母亲的声音跟自己说话。变成“母亲”时，他谋杀了两个想要勾引他的地方媽媽。在这许多杀戮之后，诺曼醒来，确信“母亲”是罪魁祸首，于是销毁了证据。
回到现在，里士满医生意识到“埃德”就是诺曼，想要说服安布罗斯追踪电话的来源，但安布罗斯不愿意。诺曼担心自己会疯掉，再次杀人。他告诉弗兰，康妮怀孕是违背他的意愿的，他不想再制造一个“怪物”。然后他又告诉弗兰，他知道他的母亲已经死了，但他担心母亲会重新占有他，并“像第一次一样，亲手杀死康妮”。
诺曼带着妻子去他母亲的房子，想着要杀死她和她未出生的孩子。康妮提醒诺曼，他发疯和做那些事都是他自己的选择，並向諾曼保證，在他們的指導下，他們的孩子不會成為怪物。他意识到了拥有选择自由的真理，于是他放下了刀。最后，诺曼放火烧了他所有不幸開始的房子。在火中，他产生了幻觉，他看到了他的受害者，他的母亲，以及自己保存着的她的尸体。诺曼侥幸逃离了燃烧中的房子。
第二天在检查房子的废墟时，诺曼高兴地宣布自己终于摆脱了母亲。当他和康妮离开时，房子的木制地窖门关上了，一张摇椅继续摇晃着，这时“母亲”尖叫着要诺曼释放她，然后屏幕变成黑色，可以听到婴儿的哭声。

## 演员
- 安東尼·柏金斯 饰 诺曼·贝茨（英语：Norman Bates）
  - 亨利·托馬斯 饰 年幼的诺曼·贝茨
- 奧莉花·荷西 饰 诺尔玛·贝茨（英语：Norma Bates (Psycho)）
  - 愛麗絲·希爾森（英语：Alice Hirson） 饰 诺尔玛·贝茨（声音）
- CCH·龐德（英语：CCH Pounder） 饰 弗兰·安布罗斯
- 沃倫·弗羅斯特（英语：Warren Frost） 饰 利奥·里士满医生
- 唐娜·米謝爾 饰 康妮·贝茨
- 托马斯·舒斯特 饰 切特·鲁道夫
- 夏倫·卡蜜兒 饰 霍利
- 博比·埃沃爾斯 饰 格洛丽亚
- 多琳·查爾默斯 饰 萊恩夫人
- 約翰·蘭迪斯 饰 邁克·卡爾維奇奧
- 庫特·保羅（英语：Kurt Paul） 饰 雷蒙德·萊內特